# ディープ・ハウス
ディープ・ハウス (Deep House) とはシカゴ・ハウスのサウンドと、1970年代のソウルやファンクを融合したハウスミュージックのジャンルの一つである。代表的なミュージシャンには、ムーディーマン、セオ・パリッシュ、テン・シティ、ケリー・チャンドラーらがいる。
125 BPM前後のテンポで、陶酔感を誘うメロディにシンプルなメインビートで派手過ぎるような音色は避け、緩やかに展開していく曲構成などが特徴で、ディスコやガラージュなどブラックミュージックから大きな影響を受けている。

## 歴史
デビットマンキューソのThe LoftやニッキーシアーノのThe Gallery、そしてラリー・レヴァンのParadise Garageなど、ニューヨークのクラブでプレイされていた音楽がルーツとなっている。ラリー・ハードの「キャン・ユー・フィール・イット」は特に有名な曲で、ローランドのTR-909を使用している。このジャンルは、1980年代からシカゴ、ニュージャージー州、1990年代からデトロイト、ニューヨーク、2000年代からカリフォルニア州、フランス、イギリス、日本でも人気を集めた。
1986年、ラリー・レヴァンの親友でもあるフランキー・ナックルズがシカゴのWare House にて、今までかけていたソウルフルなダンスミュージックにドラムマシーンのビートを乗せるなどして演出し、これがハウスミュージックの誕生のきっかけとなった。この頃はWare Houseでプレイされているような音楽がウェアハウスミュージックと呼ばれていたが、次第にそれが省略化され単にハウスと呼ばれるようになった。ディープ・ハウスの初期の例としては、マーシャル・ジェファーソンによるハウス・サウンドもあげられる。
オール・ミュージックは、セオ・パリッシュ、テン・シティ、タノ・アフリカ、クアリオンらも、ディープ・ハウスの代表的なミュージシャンとしてあげている。ジャンルの細分化が進んだ結果、当時単にハウスと呼ばれていたジャンルの中で、ソウルフルで深いサウンドは、「ディープ・ハウス」と呼ばれるようになった。ディープ・ハウスとして評価されたパーティーが、1996年 ニューヨークのクラブVinylから始まったパーティー、Body & Soulである。このパーティーはラリー・レヴァンと共に「Paradise Garage」などでDJをしていたフランソワ・ケヴォーキアン、ダニー・クリビット、それにニューヨークのダンスミュージック専門レコード店Dance Tracksの若き経営者であったジョー・クラウゼルの3人によって行われ、ニューヨークは勿論、世界のハウス、テクノ、クラブ・シーンからも注目された。1992年にはニューヨークにSound Factory がオープンし、そこではジュニア・ヴァスケスが今までハウスと呼ばれてた音楽よりもBPMが速く、激しいスタイルの新しいハウスをプレイし、これがハード・ハウスと呼ばれ流行した。更にヨーロッパからはプログレッシブ・ハウスと呼ばれるものまでが誕生した。日本も含めた世界で開催され、ジャンルや人種の幅を超えたダンス・パーティーとなっている。

## 世界の代表的なアーティスト
- カリズマ
- グレン・アンダーグラウンド
- ケリー・チャンドラー
- セオ・パリッシュ
- ムーディーマン
- テン・シティ
- ブレイズ
- フランソワ・ケヴォーキアン
- マーシャル・ジェファーソン
- タノ・アフリカ
- KASKADE
- DJ Deep
- Prince Fox
- ダニー・クリビット
- チャールズ・ウェブスター
- トッド・エドワーズ
- トッド・テリー
- フランキー・ナックルズ
- ベン・ワット（エヴリシング・バット・ザ・ガール）
- ラリー・ハード（英語版）

## 日本の代表的なアーティスト
- ヒデオ・コバヤシ
- Hiroshi Watanabe（ヒロシ・ワタナベ）
- RONDENION（日本人）